# Sahurs
Sahurs è un comune francese di 1 319 abitanti situato nel dipartimento della Senna Marittima nella regione della Normandia.

## Società

### Evoluzione demografica
Abitanti censiti